# Chūhachi Ninomiya
Chūhachi Ninomiya (jap. 二宮忠八 Ninomiya Chūhachi; ur. 28 czerwca 1866 w Yawatahama, zm. 8 kwietnia 1936) – japoński pionier lotnictwa, jako pierwszy Japończyk zbudował działający model samolotu z napędem mechanicznym.

## Życiorys
Ninomiya urodził się w 1866 (1865 według innego źródła) w prefekturze Ehime jako czwarty syn samuraja. W młodości interesował się ptakami, dużo czasu poświęcił na obserwacje lotów wron. W 1891 zbudował pierwszy japoński model samolotu ze śmigłem napędzanym energią skręconej gumki, model znany jako Karasu (Wrona), odbył pierwszy lot 29 kwietnia 1891. Zachęcony powodzeniem tego eksperymentu Ninomiya zbudował większy model znany jako K o rozpiętości skrzydeł 3,2 metry, śmigło tego modelu napędzane był sprężyną napędową.
Na podstawie doświadczeń z modelami Ninomiya zaprojektował samolot którego plany zaoferował dowództwu armii japońskiej. Oferta Ninomiyi została odrzucona i wynalazca rozpoczął pracę w firmie farmaceutycznej z zamiarem odłożenia sumy pieniędzy wystarczającej na samodzielne zbudowanie samolotu własnego projektu, swoje marzenie porzucił w 1903 dowiedziawszy się o udanym locie braci Wright, zrozpaczony i rozczarowany spalił wówczas większość jego planów samolotów, przetrwały jedynie materiały które wcześniej przesłał do wojska.
W 1921 Gaishi Nagaoka (japoński generał który był odpowiedzialny za odrzucenia planów Ninomiyi) publicznie przeprosił go za zignorowanie jego wynalazku, a w 1925 Ninomiya otrzymał oficjalny list pochwalny od japońskiego Ministerstwa Komunikacji i został odznaczony medalem zasługi przez Teikoku Hiko Kyokai (Cesarskie Towarzystwo Lotnicze). Po uhonorowaniu go przez rząd Ninomiya ufundował kapliczkę poświęconą rozwojowi lotnictwa w Japonii.
W 1991 zbudowano samolot według jego planów, Tamamushi (gatunek kolorowego owada) przeleciał 50 metrów. Według współczesnych ekspertów projekty Ninomiyego były niezwykle zaawansowane, jedyną przeszkodą niepozwalającą mu na zbudowanie samolotu był brak pieniędzy i co się z tym wiązało brak dostępu do odpowiedniego silnika.